# تبلیغات در کتاب‌های کمیک
تبلیغات کتاب های مصور یکی از ویژگی های رایج در کتاب های مصور آمریکایی عمدتاً از دهه ۱۹۴۰ به بعد است. از آنجایی که این تبلیغات توجه جوانان را به خود جلب می‌کرد، بسیاری ادعاهای حیرت‌انگیز داشتند و محصولات را به قیمت چند دلار یا کمتر فروختند تا به صندوق پستی ارسال شوند. محصولات ارائه شده شامل اسباب‌بازی‌ها، و دوره‌های خودسازی مانند طراحی و بدنسازی بود.

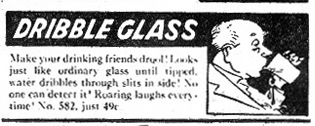
یک تبلیغ در میان صفحات کمیک بوک های آمریکایی

## نگارخانه

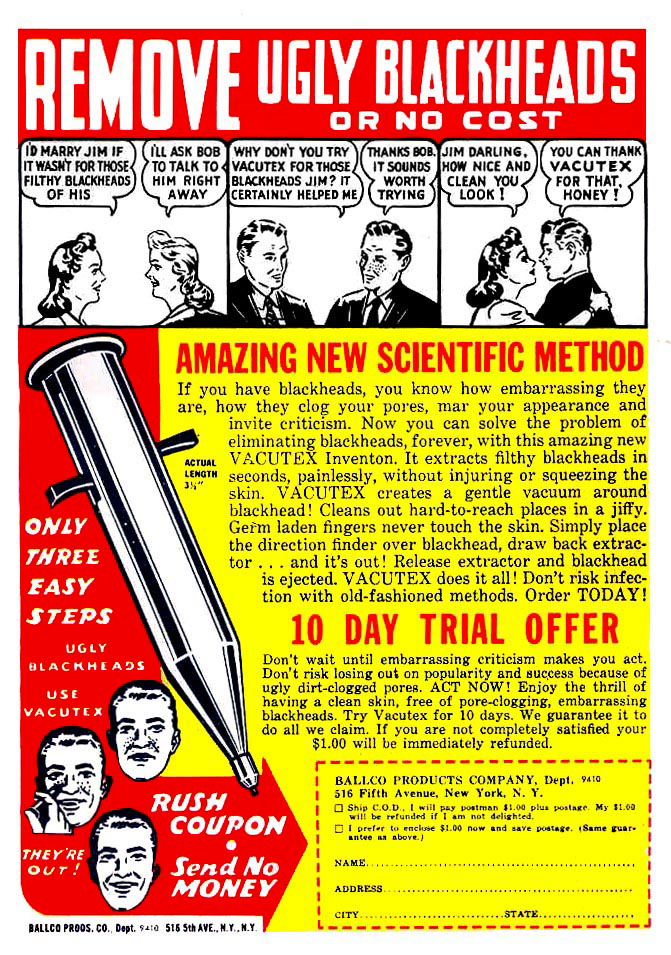
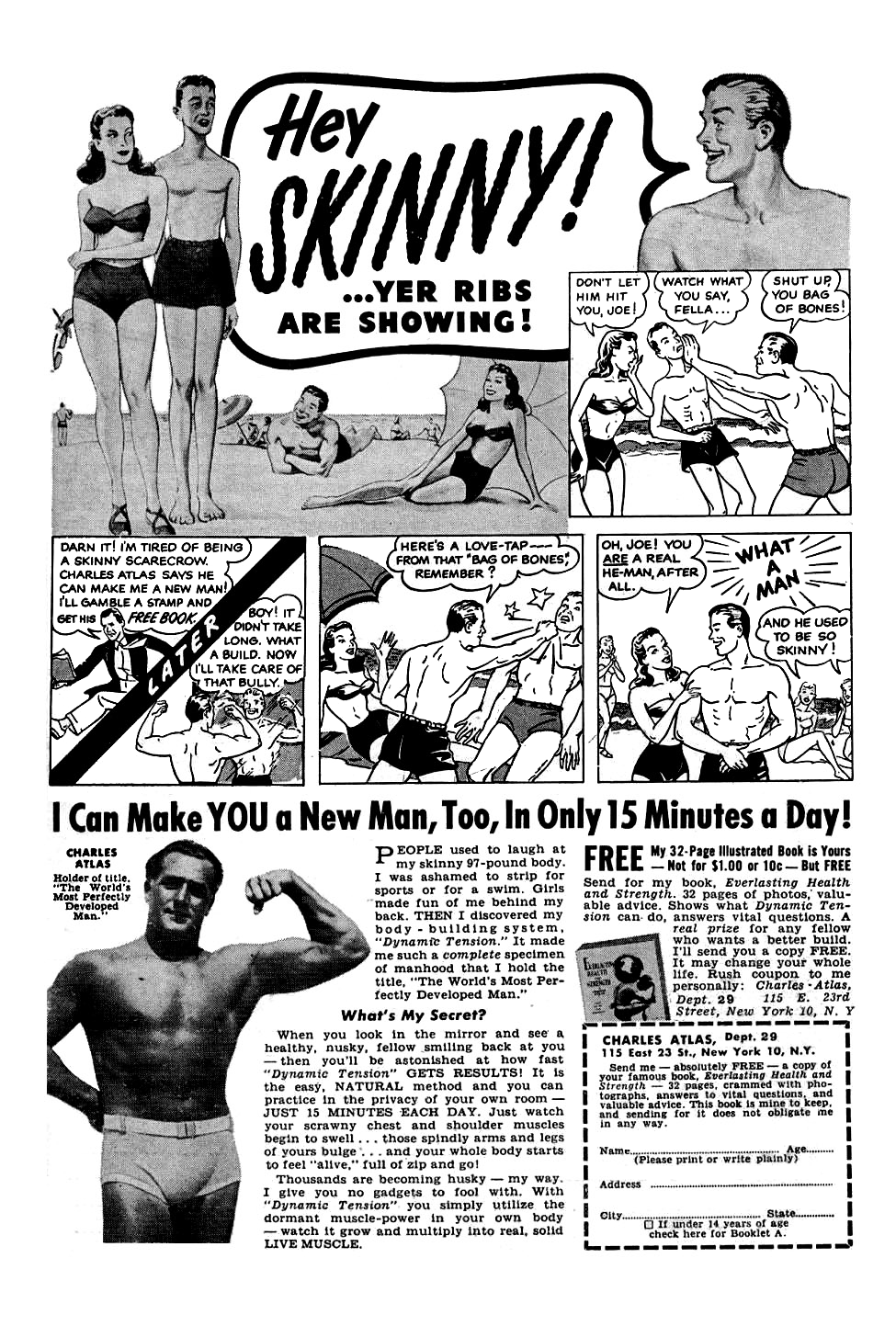
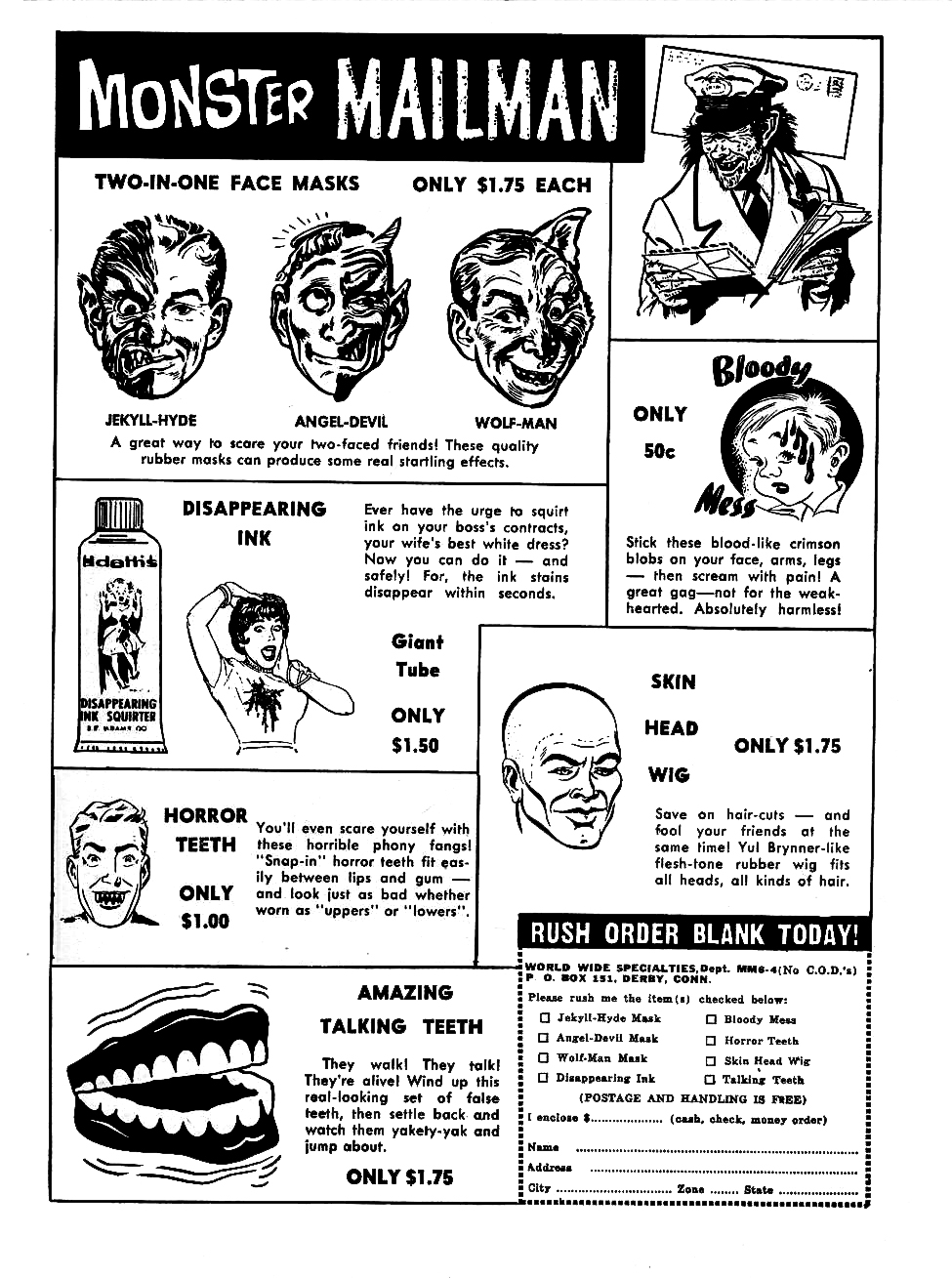
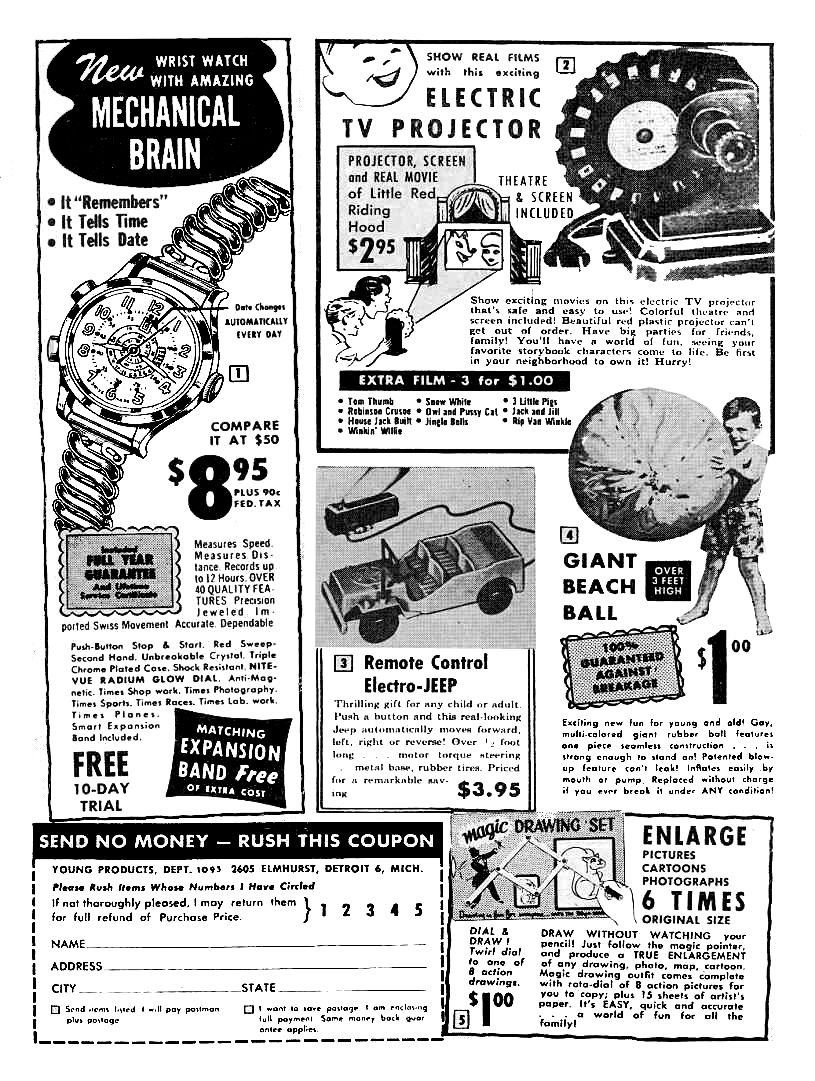
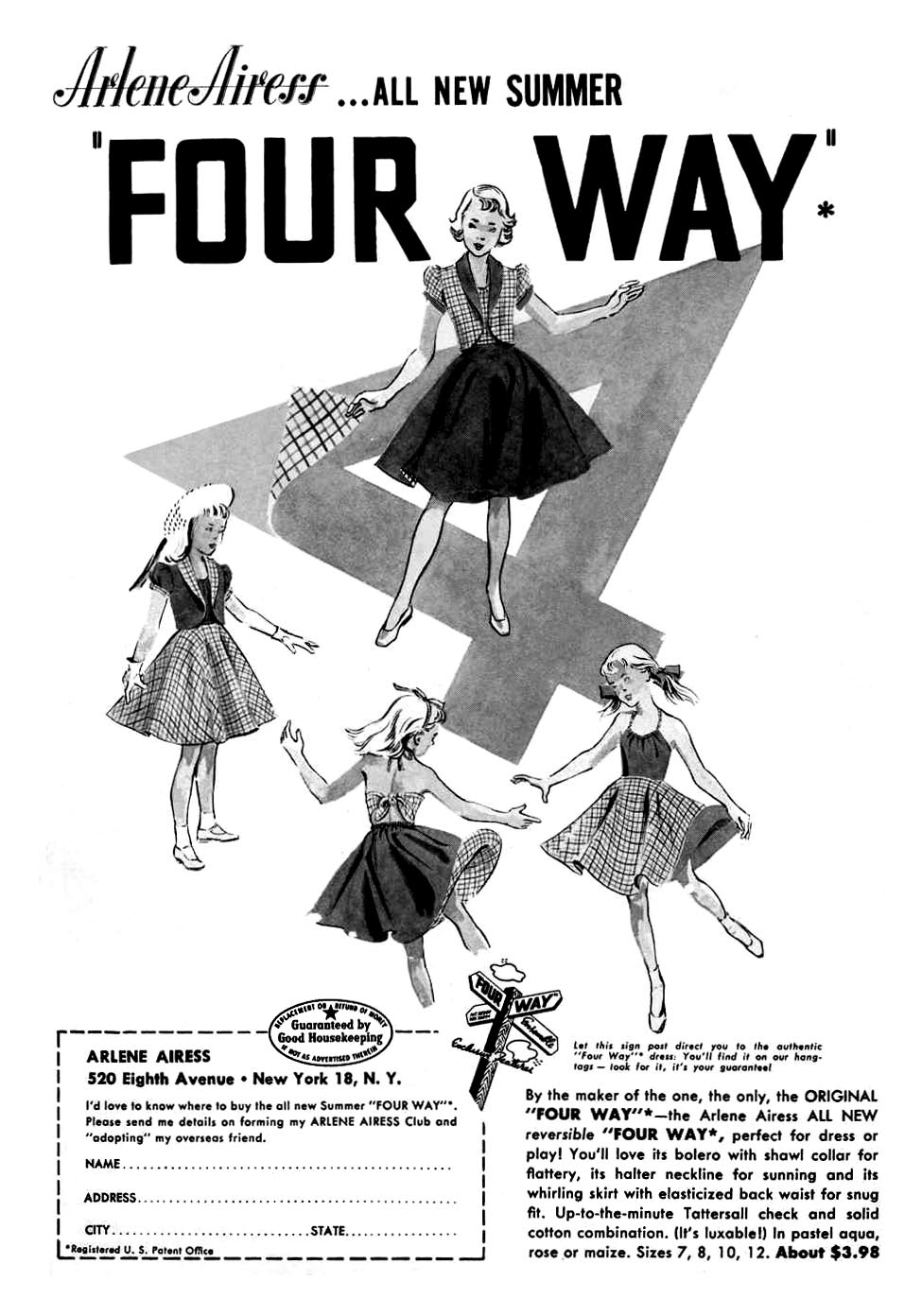
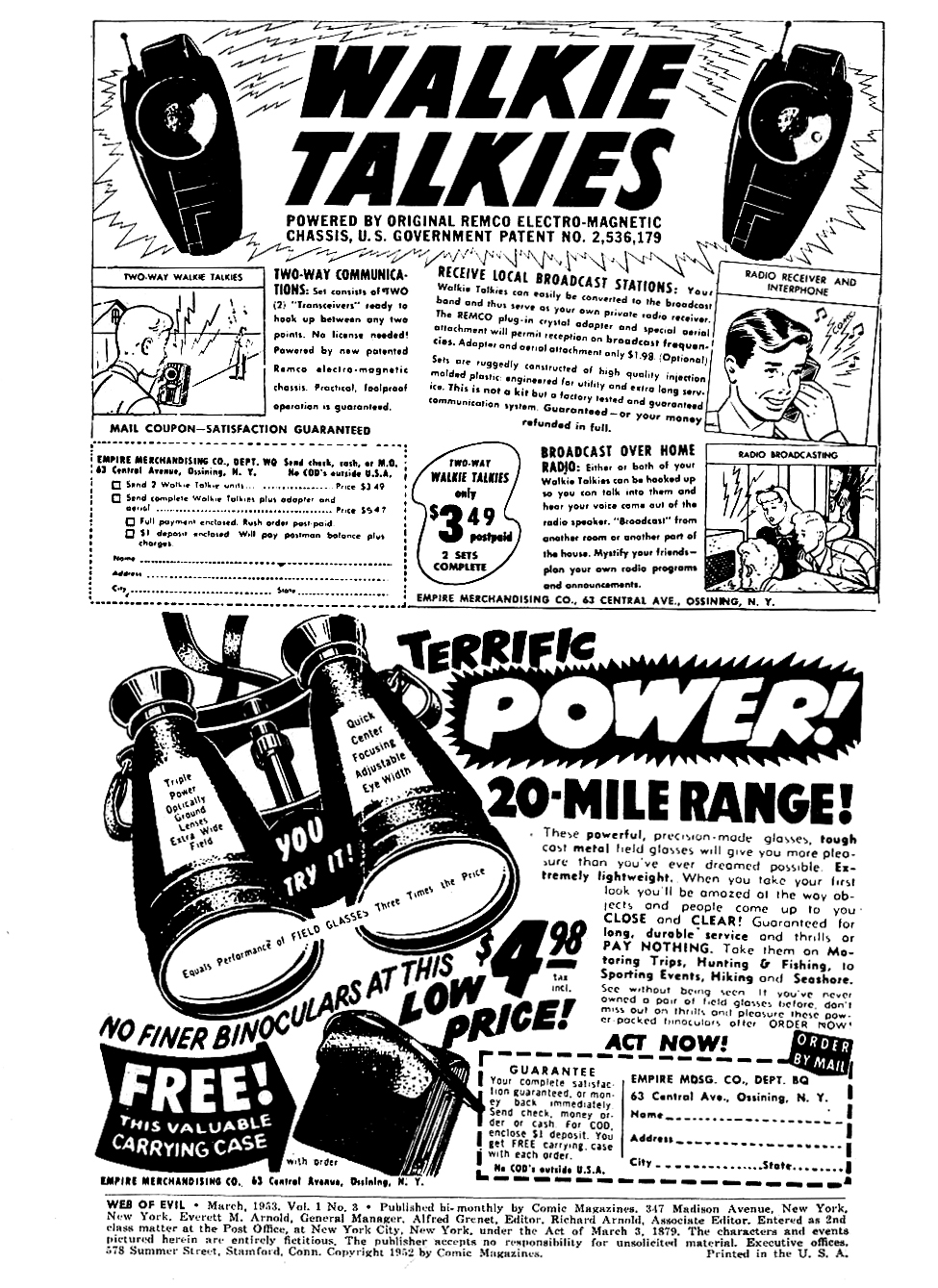
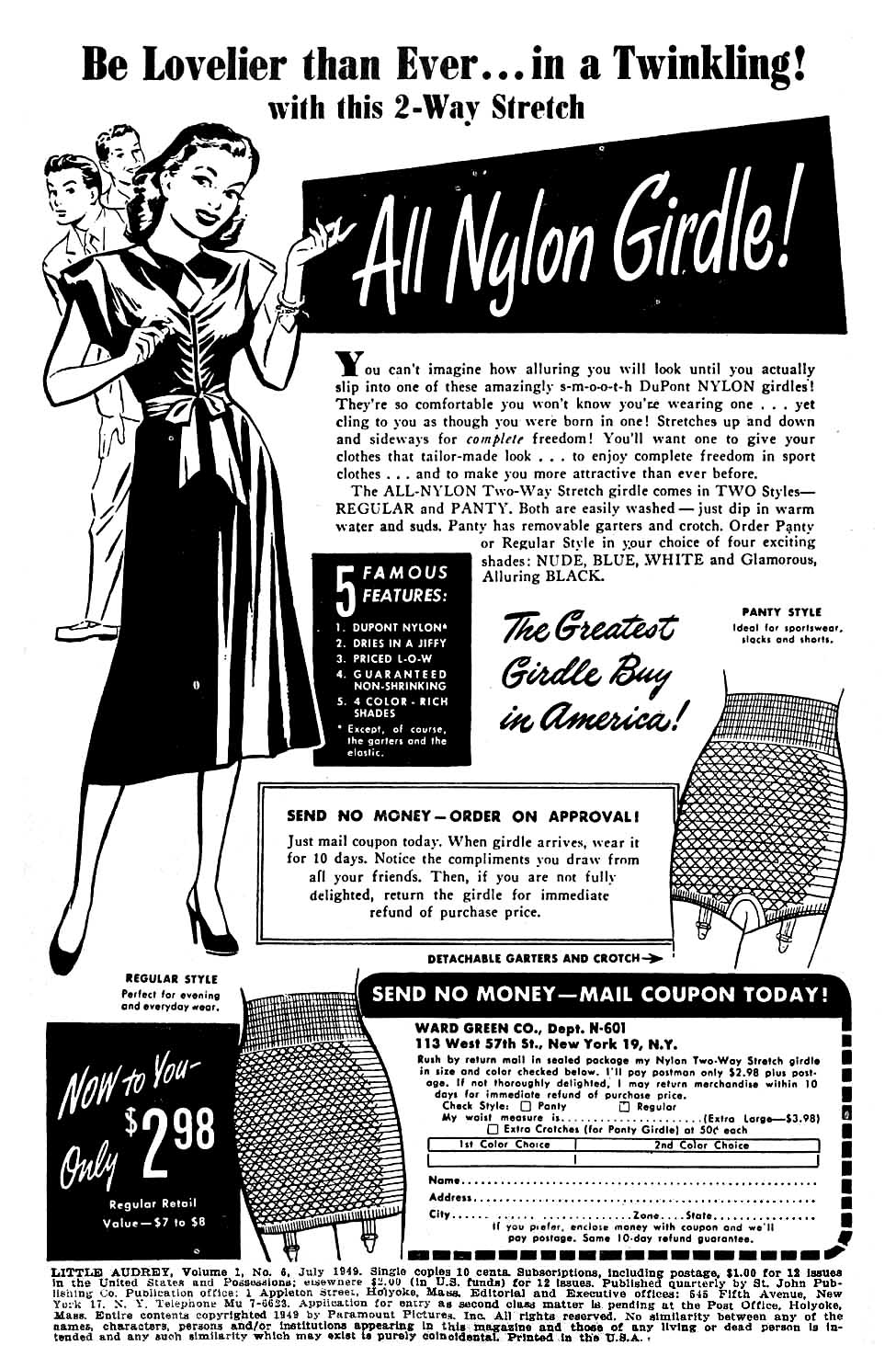